# Omori (jeu vidéo)
Vous lisez un « bon article » labellisé en 2024.
Pour les articles homonymes, voir Omori.
Cette page contient des caractères spéciaux ou non latins. S’ils s’affichent mal (▯, ?, etc.), consultez la page d’aide Unicode.
Omori (stylisé en OMORI) est un jeu vidéo de rôle sorti le 25 décembre 2020 et développé par le studio indépendant Omocat.
Basé sur la bande dessinée en ligne Omori ひきこもり, publiée par l'artiste sous pseudonyme Omocat sur Tumblr, le jeu met explicitement en scène des épisodes angoissants de la vie tels que l'anxiété et la dépression, et comporte des éléments d'horreur psychologique. Dans l'histoire, le joueur contrôle un garçon hikikomori dénommé Sunny et son alter ego Omori. Le protagoniste explore à la fois le monde réel lorsqu'il est éveillé et un monde féérique lorsqu'il rêve pour surmonter ou refouler ses peurs et ses secrets.
Après une campagne de financement participatif réussie sur Kickstarter, le jeu est retardé à plusieurs reprises et connait plusieurs difficultés de développement. Il sort finalement pour Microsoft Windows et macOS le 25 décembre 2020, six ans après son financement initial, avant d'être porté sur Nintendo Switch, PlayStation 4 et Xbox One en juin 2022.
Omori est loué par les critiques pour ses graphismes, ses éléments narratifs, sa bande-son et sa représentation de l'anxiété et de la dépression, qui peut être favorablement comparée aux jeux EarthBound et Yume Nikki. Le jeu remporte le prix de la catégorie Daringly Dramatic lors de la DreamHack en 2021 et le prix Thème de l'Année (テーマ・オブ・ザ・イヤー賞, tēma obu za iyā shō) lors de l'INDIE Live Expo en 2022.

## Système de jeu
Le système de jeu d'Omori s'inspire des jeux vidéo de rôle japonais. Le jeu se déroule dans deux mondes : le monde imaginaire de l'« Headspace » (« Espace Intérieur »), que le joueur explore lorsque le protagoniste rêve, et le monde réel. Dans l'Espace Intérieur, le joueur contrôle un groupe de quatre personnages : Omori, Aubrey, Kel et Hero, alors que dans le monde réel le joueur ne contrôle que Sunny. Chaque personnage possède ses propres compétences dans et en dehors des combats,.
Lors des phases d'exploration, le jeu se joue en vue du dessus. Des quêtes secondaires et des énigmes sont présentes et les résoudre permet au joueur d'acquérir des objets et des compétences,,. Divers objets et armes peuvent être obtenus dans l'Espace Intérieur, dont certains peuvent être achetés en utilisant la monnaie du jeu, des « Clams » (« Palourdes »),,. Dans le monde réel, les effets des objets sont limités, et le joueur utilise des dollars.
Les combats se déroulent dans un format au tour par tour, où chaque membre du groupe effectue une action. Après avoir attaqué, les membres du groupe peuvent agir de manière coordonnée pour mener une attaque « follow up » (« ensuivie »), provenant d'une quantité d'énergie qui s'accumule lorsque le protagoniste ou ses alliés subissent des dégâts,. Les membres du groupe et les ennemis possèdent une statistique nommée « Heart » (« Cœur »), qui fonctionne comme des points de vie ; s'ils sont attaqués, leurs points de vie diminuent. Un personnage est vaincu et se transforme en toast dès que ses points de vie atteignent zéro,. L'autre statistique, le « Juice » (« Jus ») est utilisé pour exécuter des capacités spéciales, uniques à chaque personnage. En dehors des combats, les alliés peuvent se soigner et sauvegarder la partie en trouvant une nappe de pique-nique, associée à la grande sœur d'Omori, Mari.

Le jeu Omori utilise un système similaire au pierre-papier-ciseaux lors des combats.

Contrairement à la plupart des jeux de rôle, les effets de statut sont basés sur un système d'émotion en trois points. L'émotion d'un membre du groupe ou d'un adversaire peut changer au cours du combat,.
« Neutral » (« Neutre ») est l'émotion de base et n'a aucun effet, « Angry » (« Énervé ») améliore l'attaque mais affaiblit la défense, « Sad » (« Triste ») améliore la défense mais affaiblit la vitesse, et « Happy » (« Heureux ») améliore la vitesse et la chance mais fait perdre en précision. À la manière d'un pierre-feuille-ciseaux, chaque émotion est forte contre une et faible contre l'autre — Happy bat Angry, Angry bat Sad et Sad bat Happy. De plus, chaque émotion possède trois crans d'intensité.

## Trame

### Histoire du jeu
Le personnage principal, Omori, se réveille dans le « White Space » (« Espace Blanc »), une petite pièce blanche dans laquelle il vit depuis « aussi loin qu'[il] s'en souvienne ». Il ouvre une porte et entre dans le monde coloré de l'Espace Intérieur, où il rencontre sa sœur aînée Mari et ses amis Aubrey, Kel, Hero et Basil. Le groupe se remémore leurs moments partagés ensemble grâce à l'album photo de Basil, et décide de se rendre dans la maison de ce dernier. En cours de route, l'album est endommagé lorsque Kel et Aubrey se bagarrent. En voyant tomber une photo inconnue, Basil panique et Omori est soudainement téléporté seul dans l'Espace Blanc. Enfermé dans ce monde, il n'a d'autre choix que de se poignarder avec son couteau, révélant que les événements précédents sont les rêves d'un adolescent, Sunny.
On apprend alors que Sunny déménage avec sa mère dans trois jours. Alors qu'il fait encore nuit, Sunny descend les escaliers pour chercher à manger, mais se retrouve confronté à des hallucinations cauchemardesques, qu'il réussit à dissiper en prenant de longues inspirations, et finalement retourne se coucher. Se réveillant à nouveau dans l'Espace Blanc, Omori retrouve Aubrey, Kel et Hero, et les quatre apprennent que Basil a disparu. Décidant de le sauver, ils se rendent dans diverses zones de l'Espace Intérieur pour le rechercher. Le groupe est en permanence distrait par diverses situations qu'ils rencontrent, ainsi au cours du jeu leurs souvenirs de Basil et leur objectif de le sauver disparaissent lentement de leurs mémoires.
Dans le monde réel, le joueur apprend que Mari s'est suicidée quatre ans auparavant, ce qui a conduit à la dissolution du groupe d'amis. Bien que Kel et Hero aient réussi à récupérer émotionnellement, Sunny et Basil sont devenus asociaux et Aubrey une délinquante. Kel frappe à la porte de Sunny pour tenter de reprendre contact une dernière fois. Le joueur peut soit ignorer Kel, soit ouvrir la porte ; si le joueur choisit la première option, Sunny reste à l'intérieur de sa maison pendant les trois jours restants, s'immergeant entièrement dans ses rêves. Si la seconde option est choisie, Sunny et Kel se promènent ensemble en ville. Sur le chemin, ils découvrent qu'Aubrey a molesté Basil, et qu'elle a volé l'album photo de ce dernier, apparemment pour l'empêcher de le vandaliser. Après avoir affronté Aubrey et récupéré l'album, les deux personnages rendent le livre photo à Basil, mais Basil laisse Sunny le garder, pensant qu'il en a plus besoin que lui. Le lendemain, Sunny et Kel découvrent Aubrey et son nouveau groupe d'amis encerclant Basil. Ils affrontent Aubrey qui pousse alors impulsivement Basil dans le lac. Hero arrive alors pour sauver Basil de la noyade.
Le dernier jour avant le départ de Sunny, Hero, Kel et Sunny se réconcilient avec Aubrey et trouvent les photos manquantes de l'album photo. Faisant le deuil de la mort de Mari, ils décident de passer leur dernière nuit ensemble dans la maison de Basil, qui refuse de sortir de sa chambre. Cette nuit-là, au cours de ses rêves, Sunny fait face à la vérité : lors d'une dispute, il a poussé accidentellement Mari dans les escaliers, la tuant sur le coup. Refusant de croire que Sunny l'ait fait, Basil l'a aidé à faire passer la mort de Mari pour un suicide en pendant son cadavre à un arbre. Depuis, Basil est rongé par la culpabilité et le dégoût de soi, et Sunny a créé l'Espace Intérieur et l'alter ego Omori pour pouvoir refouler son traumatisme. Sunny se réveille au milieu de la nuit ; le joueur peut soit choisir d'entrer dans la chambre de Basil pour le confronter à la mort de Mari, soit se rendormir,.

### Différentes fins
Si le joueur rentre dans la chambre de Basil, celui-ci accueille le joueur, avant de perdre son sang-froid et de commencer à se battre ; les deux adolescents s'évanouissent au cours de la dispute. Alors qu'il est inconscient, Sunny se souvient de ses souvenirs d'enfance avec Mari et ses amis, puis fait face à Omori. Refusant de mourir, Omori le bat et le joueur rencontre un game over,.
- Si le joueur choisit de réessayer, Sunny se lève et joue le duo avec Mari qui était prévu pour leur récital. Omori le serre dans ses bras et disparaît. Dans le monde réel, Sunny se réveille à l'hôpital où lui et Basil ont été envoyés et se dirige vers le lit de ce dernier[13],[15]. Alors qu'ils sont entourés de leurs amis, il est sous-entendu que Sunny leur dit la vérité sur la mort de Mari. De plus, si le joueur a arrosé le jardin de Basil quotidiennement dans l'Espace Intérieur, une scène après le générique montrera Basil se réveillant à l'hôpital[13] : lui et Sunny se sourient et les hallucinations des deux garçons disparaissent.
- Si le joueur choisit de ne pas continuer, Sunny disparaît plutôt qu'Omori. Se réveillant à l'hôpital, il se suicide en sautant du balcon[13],[15].

Alternativement, si le joueur ignore Basil le dernier jour, Sunny et ses amis se réveilleront pour découvrir que Basil s'est suicidé. Selon le choix du joueur, Sunny peut alors soit se suicider avec son couteau, soit fuir avec ses remords alors que les sirènes d'ambulances retentissent au loin,.
Si le joueur choisit au début du jeu de rester à l'intérieur et d'éviter Kel, seule une variante de cette fin est disponible, dans laquelle Sunny se suicide le dernier jour.

## Développement
Omori a nécessité six ans et demi de développement, mené par l'artiste sous pseudonyme Omocat,. Il est basé sur Omori ひきこもり, une bande dessinée en ligne créée sur un blog Tumblr par Omocat pour « s'aider à faire face à ses problèmes pendant une partie déroutante de sa vie. » Initialement prévu comme un roman graphique, Omocat change son support pour un jeu vidéo pour permettre au public de faire des choix dans l'histoire,. L'artiste choisit RPG Maker comme moteur de jeu, jugeant important de se fonder sur une plate-forme accessible pour la communauté.
Une campagne Kickstarter est lancée en 2014 et est financée avec succès en une journée,, avec une date de sortie initiale prévue pour mai 2015. Un portage sur Nintendo 3DS est promis et vu comme un objectif ambitieux, mais ne se concrétise finalement jamais en raison de l'arrêt de la console ; les personnes ayant donné pour financer le projet se voient plutôt offrir un portage sur Nintendo Switch. Pour aider à la création du jeu, Omocat embauche plusieurs membres dans l'équipe, dont un expert du moteur RPG Maker, mais cherche à garder une taille petite pour l'équipe de développement. Au départ, Omocat enrôle ses amis musiciens Space Boyfriend et Slime Girls pour contribuer à la bande son ; après avoir été inspiré par « My Time » de bo en et avoir eu l'idée de morceaux de musique dissimulés, l'artiste le contacte également.
De nombreux environnements du jeu sont inspirés des rêves faits par Omocat dans sa jeunesse. Le monde imaginaire de l'Espace Intérieur est fondé sur le concept de rêve lucide, et pour instiller un ton onirique, des concepts sont implémentés en partie de manière improvisée. L'Espace Intérieur doit initialement ressembler graphiquement à un monde crayonné sur papier avec un système de jeu tournant autour de cet aspect, avant que cela ne soit finalement abandonné en raison de la difficulté de programmer, tester et dessiner un tel monde. Omocat reprend néanmoins de manière non-conventionnelle ce style graphique pour concevoir l'Espace Sombre.
Au fur et à mesure que le développement se poursuit, l'équipe doit changer sa version du moteur RPG Maker, profitant de cette opportunité pour affiner le style visuel, l'histoire et le système de jeu. Une fois l'argent du financement participatif épuisé, le studio s'appuie sur les ventes de produits dérivés pour poursuivre le développement.
Omocat affirme avoir pris le rôle de lead programmeur (en), travaillant parfois jusqu'à 20 heures par jour pour assurer la sortie du jeu. Le jeu est retardé en 2019 et début 2020. La sortie est finalement fixée définitivement au 25 décembre 2020, avec des portions significatives de la fin du jeu seulement implémentées dans les derniers mois de développement,,. Le jeu sort initialement sur Microsoft Windows et macOS en langue anglaise uniquement.
La version japonaise sort le 16 décembre 2021, et les versions chinoise simplifiée et coréenne sortent le 18 mars 2022[source secondaire souhaitée].
Lors d'une présentation Indie World en décembre 2021, une version Nintendo Switch est annoncée, qui doit sortir en printemps 2022, avant d'être confirmée pour le 17 juin en mai 2022. Les versions digitales pour Nintendo Switch, Xbox One, Xbox Series et Windows 10 sortent le 17 juin 2022,. La version digitale pour la PlayStation 4 sort avec un léger retard le 24 juin 2022. Les versions en format physique pour la Nintendo Switch et la PlayStation 4 sont censées sortir en même temps que leurs homologues digitales, mais sortent finalement en début juillet,.

## Accueil

### Critiques
Omori reçoit des avis généralement favorables,,,, la version PC obtenant une note globale de 87 sur 100 sur Metacritic. Rachel Watts, pour PC Gamer, fait l'éloge à la fois de son système de combat et de son système de jeu en général, affirmant qu'Omori a « toute l'étoffe d'un classique [jeu] culte moderne ». Patrick Hancock, pour Destructoid, déclare qu'il ne « connait pas le dernier jeu qui [l'a] autant marqué émotionnellement que ne l'a fait Omori », mais il critique de nombreux éléments du système de jeu, déclarant qu'ils pourraient ruiner l'expérience de certains joueurs. Alex Franiczek, pour RPGFan, explique que le jeu réussit à mettre en scène des événements asphyxiants au cours de certaines périodes de la vie, ce que peu de jeux vidéo ont essayé de faire.
Plusieurs publications évaluent positivement la représentation de l'anxiété et de la dépression dans le jeu ; Kat Bailey, pour Rock, Paper, Shotgun, la compare à ses expériences de vie. Selon elle, le jeu réussit à reprendre des thèmes déjà massivement utilisés et à créer une « obscurité mémorable ». Watts déclare que le jeu « capture ce sentiment [de surmonter l'anxiété] magistralement », mais critique certains éléments du jeu comme étant excessivement sombres. Écrivant pour le magazine Wired, Julie Fukunaga salue la profondeur et les thèmes psychologiques du récit, déclarant que « c'est par ce moyen qu'Omori excelle ». Alex Franiczek affirme que l'ingéniosité de sa narration rend le jeu « vraiment exceptionnel », l'histoire ayant une « intimité profondément sombre et dérangée ».
Les critiques louent l'écriture et le ton du jeu, le comparant à des jeux tels que EarthBound, Undertale et Yume Nikki,, bien que certains critiquent son rythme narratif,. Hancock nuance cependant cette critique, puisqu'elle est fortement contrebalancée par la qualité narrative du final. Mitch Vogel considère que malgré la lenteur de certains passages, Omori « fait réfléchir longtemps après l'avoir fini ».
Les avis sur le système de combat du jeu divergent. Hancock critique le manque de profondeur stratégique, déclarant qu'il a « trouvé une stratégie qui fonctionnait et l'a simplement répétée ad nauseam ». Vogel décrit les mécaniques de combat comme uniques et raccords avec la narration, mais trouve qu'elles sont finalement sous-utilisées car les combats sont trop faciles. À l'inverse, Bailey fait l'éloge des combats « bien exécutés » et des boss « compliqués » du jeu, déclarant qu'ils permettent de raviver l'intérêt de certains donjons lorsqu'ils commencent à être ennuyeux. Dans sa critique, Rachel Watts loue la façon dont les mécaniques du jeu donnent l'impression que le groupe constitue une unité cohérente.
La direction artistique reçoit également des réactions positives. Rachel Watts fait l'éloge des monstres, déclarant que le mélange de différents styles artistiques « renforce vraiment l'horreur ». Les « interruptions à la anime » sont saluées par Bailey, qui les trouve « étonnamment bien animées ». Malgré sa critique du système de combat, Hancock qualifie les graphismes du jeu de « ni plus ni moins phénoménaux », félicitant Omocat pour avoir mis un « niveau de détail et d'attention magistral [présent] dans chaque dessin ».

### Ventes
Au Japon, la version physique sur Nintendo Switch se vend à 2 903 exemplaires dans la semaine de sa sortie, le plaçant à la 19e position des ventes de jeux en format physique de la semaine.
Le 31 décembre 2022, le compte X officiel déclare que le jeu a atteint un million de ventes.

### Récompenses
Omori reçoit deux mentions honorables à l'Independent Games Festival de 2021,. Il est également nommé dans trois catégories des prix Dreamies 2021 de DreamHack, remportant le prix Daringly Dramatic.
| Année | Prix                                        | Récompense                 | Résultat           |
| ----- | ------------------------------------------- | -------------------------- | ------------------ |
| 2021  | 23e édition de l'Independent Games Festival | Grand prix Seumas-McNally  | Mention honorable, |
| 2021  | 23e édition de l'Independent Games Festival | Excellence in Visual Arts  | Mention honorable, |
| 2021  | The Dreamies                                | Daringly Dramatic          | Lauréat            |
| 2021  | The Dreamies                                | Hellish Horror             | Nomination         |
| 2021  | The Dreamies                                | Compelling Character       | Nomination         |
| 2022  | INDIE Live Expo édition 2022                | テーマ・オブ・ザ・イヤー賞 | Lauréat            |

## Produits dérivés
Omocat réalise des partenariats avec des entreprises pour vendre des produits dérivés d'Omori, tels que des figurines Nendoroid.

### Manga
En novembre 2023 est annoncée une adaptation en manga, réalisée par Nui Konoito dans le magazine japonais Monthly Afternoon,. La sortie du manga est prévue pour l'été 2024.

#### Liste des chapitres
| no | Japonais         | Japonais          |
| no | Date de sortie   | ISBN              |
| --- | ---------------- | ----------------- |
| 1 | 21 novembre 2024 | 978-4-06-537782-6 |
| Liste des chapitres : - Chapitre 1 : 愛しい弟へ… (Itoshī otōto e…) - Chapitre 2 : 花の家 (Hana no ie) - Chapitre 3 : あの頃がすべてだった (Anogoro ga subetedatta) - Chapitre 4 : 覚えているかな？ (Oboete iru ka na?) |                  |                   |
| 2 | 22 mai 2025      | 978-4-06-539467-0 |
| Liste des chapitres : - Chapitre 5 : お前は間違っている。引き返せ。 (Omae wa machigatte iru. Hikikaese.) - Chapitre 6 : 一枚の写真 (Ichimainoshashin) - Chapitre 7 : 世界の果てでバレンタイン (Sekainohate de Barentain) - Chapitre 8 : 失われた図書館 (Ushinawareta toshokan) - Chapitre 9 : 昔、みんなで遊んだ場所 (Mukashi, min'na de asonda basho) |                  |                   |
| — |                  |                   |
| Liste des chapitres : - Chapitre 10 : 男子とチルアウト (Danshi to chiruauto) |                  |                   |

### Traduction
- (en)/(ja) Cet article est partiellement ou en totalité issu des articles intitulés en anglais « Omori (video game) » (voir la liste des auteurs) et en japonais « OMORI » (voir la liste des auteurs).